# ベネディクトゥス8世 (ローマ教皇)
ベネディクトゥス8世（Benedictus VIII, ? - 1024年4月9日）は、ローマ教皇（在位：1012年5月18日 - 1024年4月9日）。
貴族トゥスクルム伯グレゴリウスとマリアの子テオフィラクトゥス（Theophylactus）としてローマに生まれる。弟はのちの教皇ヨハネス19世。
ベネディクトゥス8世は対立教皇グレゴリウス6世（1012年）と対立、ベネディクトゥスがローマから逃亡せざるを得なくなった。ベネディクトゥスはハインリヒ2世の助力によりローマに帰還する。1014年2月14日にはベネディクトゥスの手からハインリヒへと神聖ローマ皇帝冠を戴冠し、それ以降も教皇任期中良好な関係を保った。
ベネディクトゥス8世任期中には、サラセン人が再び南ヨーロッパ沿岸へ侵入するようになり、サルデーニャにも定住するようになった。さらにノルマン人もイタリア半島に定住するようになった。ベネディクトゥス8世はノルマン人と同盟を結び、サラセン人を駆逐し、ローマ市の有力者であるクレッシェンティウス家を従属させて平和を築こうと発起した。パヴィーアにて皇帝とともに教会会議を開催し、シモニアの制限と聖職者の欲望に対する自制を宣言した。クリュニー修道院に端を発する教会改革勢力はベネディクトゥスを援助し、そのことからベネディクトゥスはクリュニー修道院長の聖オディロと親交を深めることとなる。
1020年、ベネディクトゥス8世はハインリヒ2世と、南イタリアにおける東ローマ帝国の脅威について協議するためにドイツへと旅立った。バンベルク（バイエルン地方の都市）に復活節の頃に到着したベネディクトゥスは、そこで新しい聖堂を聖別し、またカール大帝とオットー大帝による寄進の確認するためハインリヒ2世により発布された特許状を獲得した。そしてフルダの修道院を訪問した。それから、南イタリアへ侵攻して東ローマ帝国の権威にかつて平伏した皇帝の家臣らを従属させるようにと皇帝に説得してもいる。
1024年4月9日にローマにて死去した。教皇位は弟であるヨハネス19世が引き継いだ。